# 4. multiplex (Slovensko)
4. multiplex je multiplex na Slovensku, který využívají komerční rozhlasové a televizní programy. Vysílá v normě DVB-T2.

## Vysílané programy
| Stanice             | Logo stanice |
| ------------------- | ------------ |
| Markíza HD          |              |
| TV Doma             |              |
| TV Dajto            |              |
| Prima Plus          |              |
| Prima Cool          |              |
| Nova Sport 1 HD     |              |
| AMC                 |              |
| JOJ HD              |              |
| Viasat Explore      |              |
| Viasat History      |              |
| Viasat Nature       |              |
| National Geographic |              |
| Jojko               |              |
| Minimax             |              |
| Eroxxx              |              |
| MTV00s              |              |

## Technické parametry sítě
| Standard | ID sítě | Vysílací mód | Modulace datových nosných | Kódový poměr (FEC) | Ochranný interval | Přenosová rychlost |
| -------- | ------- | ------------ | ------------------------- | ------------------ | ----------------- | ------------------ |
| DVB-T2   |         | 32K          | 256-QAM                   | 3/4                | 1/8               | 37,6 Mbit/s        |

## Vysílače
| Vysílač                               | Kanál | Frekvence | Výkon (ERP) | Nadmořská výška |
| ------------------------------------- | ----- | --------- | ----------- | --------------- |
| Banská Bystrica – Laskomer            | 30    | 546 MHz   | 19,95 kW    | 620 m n. m.     |
| Banská Štiavnica – Sitno              | 31    | 554 MHz   | 25 kW       | 1 002 m n. m.   |
| Bardejov – Stebnícka Magura           | 30    | 546 MHz   | 10 kW       | 896 m n. m.     |
| Bratislava – Kamzík                   | 27    | 522 MHz   | 50,12 kW    | 433 m n. m.     |
| Čadca – Husárik                       | 30    | 546 MHz   | 8,5 kW      | 820 m n. m.     |
| Handlová – Bralová skala              | 29    | 538 MHz   | 3,2         | 825 m n. m.     |
| Košice – Dubník                       | 22    | 482 MHz   | 10 kW       | 874 m n. m.     |
| Košice – Heringeš                     | 22    | 482 MHz   | 17,99 kW    | 324 m n. m.     |
| Lučenec – Blatný vrch                 | 27    | 522 MHz   | 20 kW       | 359 m n. m.     |
| Námestovo – Magurka                   | 29    | 538 MHz   | 30 kW       | 1 107 m n. m.   |
| Nitra – Zobor                         | 31    | 554 MHz   | 14,96 kW    | 556 m n. m.     |
| Nové Mesto nad Váhom – Veľká Javorina | 27    | 522 MHz   | 25,12 kW    | 969 m n. m.     |
| Poprad – Hranovnica                   | 38    | 610 MHz   | 19,95 kW    | 877 m n. m.     |
| Poprad – Kráľova hoľa                 | 22    | 482 MHz   | 5 kW        | 1 946 m n. m.   |
| Považská Bystrica – Žiar              | 30    | 546 MHz   | 8,5 kW      | 517 m n. m.     |
| Prešov – Šibená hora                  | 22    | 602 MHz   | 0,05 kW     | 313 m n. m.     |
| Prievidza – Vendelín                  | 27    | 522 MHz   | 1,2 kW      | 503 m n. m.     |
| Rožňava – Dievčenská skala            | 22    | 482 MHz   |             | 660 m n. m.     |
| Ružomberok – Úložisko                 | 29    | 538 MHz   | 19,95 kW    | 742 m n. m.     |
| Stará Ľubovňa – Kotník                | 38    | 610 MHz   |             | 883 m n. m.     |
| Trenčín – Nad oborou                  | 27    | 522 MHz   | 50 kW       | 654 m n. m.     |
| Žilina – Krížava                      | 30    | 546 MHz   | 10 kW       | 1 451 m n. m.   |